# Hector Passerin d'Entrèves
Hector Passerin d'Entrèves et Courmayeur (né le 26 décembre 1914 à Turin et mort le 2 mars 1990  à Aoste) est un juriste et  historien italien issu d'une ancienne famille aristocratique de la Vallée d'Aoste.

## Biographie
Hector Passerin d'Entrèves est le fils de Charles-Pierre (1889-1963) et de Paola marquise de Ferrero di Pallazo et d'Ormea († 1958) il appartient par son père à une vieille famille aristocratique valdôtaine. Il est le neveu d'Alexandre Passerin d'Entrèves.
Diplômé en 1936 de la Faculté de droit de l'Université de Turin après la soutenance d'une thèse sur la pensée de Cesare Balbo entre 1821 et 1824. Cette thèse est à la base de son premier ouvrage « La giovinezza di Cesare Balbo » (1940) où l'auteur montre l'intérêt pour les questions politiques et religieuses qui caractérise l'ensemble de sa production scientifique.
Hector Passerin participe à la Résistance en Vallée d'Aoste, puis il est professeur d'histoire de la Renaissance à la Faculté des Lettres de l'Université de Pise (1948-1961) et titulaire de la chaire d'histoire moderne à la Faculté des sciences politiques de l'Université catholique de Milan (1961-1965). En 1965, il obtient la direction du même sujet d'enseignement à la Faculté de droit de l'Université de Turin, et la chaire de histoire contemporaine. Après la création à  Turin en 1969 de la Faculté de science politique, dont il était l'un des promoteurs, il y enseigne jusqu'en 1985 lorsqu'il  est devient professeur émérite. Il assume la direction de l'Académie Saint-Anselme dont il est le premier président laïc de 1980 à sa mort.

## Pensée
Hector Passerin d'Entrèves  est  défini  comme  un  « Catholique démocrate et réformateur », et à ce titre il se  prononce contre l'abrogation de la loi sur le divorce . Ses recherches portent sur la fin du XVIIIe siècle, le « jansénisme toscan » avec ses  contributions importantes  parues entre 1952 et 1954 dans la revue de Livourne « Quaderni di cultura e storia sociale », la formation de l'Unification de l'Italie (L'ultima battaglia politica del conte di Cavour. I problemi dell'unificazione, (1956), le monde complexe du XIXe siècle en Allemagne, sujet de son dernier  livre:  Guerra e riforme. La Prussia e il problema nazionale tedesco prima del 1848(1985).

## Ouvrages
Ses cours universitaires  ont été publiés sous forme de documents, essais, histoire contemporaine, et dans différents médias, des ouvrages collectifs, revues, son volume substantiel la « Rivoluzione francese   »(1958).  Il fut un collaborateur fidèle  du  « Magazine de l'histoire et de la littérature religieuse », publié à Turin à partir de  1965. Il laisse une importante œuvre posthume:  « La formazione dello stato unitario » (1993 ), « Religione e lotta politica nell'Ottocento europeo  » (1993 ), « La Toscana civile. Lotte politiche e correnti culturali tra Sette e Ottocento  » (1994).